# Voznica
Voznica (1927–1948 slowakisch „Hvozdnica“; deutsch Woßnitz, ungarisch Garamrév – bis 1892 Voznica) ist eine Gemeinde in der Mittelslowakei mit 640 Einwohnern (Stand 31. Dezember 2024), die zum Okres Žarnovica, einem Kreis des Banskobystrický kraj gehört.

## Geographie
Die Gemeinde befindet sich am Westrand der Schemnitzer Berge am linken Ufer des Hron. Durch Voznica fließt der Bach Richnava. Das Gemeindegebiet umfasst neben dem eigentlichen Ort auch einen Teil des stark bewaldeten Tals Richňavská dolina. Das Ortszentrum liegt auf einer Höhe von 219 m n.m. und ist drei Kilometer von Žarnovica sowie neun Kilometer von Nová Baňa entfernt.
Nachbargemeinden sind Žarnovica im Westen und Norden, Hodruša-Hámre im Nordosten und Osten, Dekýš im Osten, Uhliská im Südosten und Rudno nad Hronom im Süden.

## Geschichte
Der Ort wurde zum ersten Mal 1075 in der Gründungsurkunde der Abtei von Hronský Beňadik als Goznucha schriftlich erwähnt. Andere alte Bezeichnungen sind Geznecha (1237), Goznicze (1456), Goznycza (1503), Woznicza (1773). Anfangs war Voznica Standort einer Mautstelle, die 1320 nach Žarnovica verlegt wurde. Das Dorf gehörte zum Herrschaftsgut der Burg Barsch, 1391 zu jenem der Burg Revište und im 17. Jahrhundert der Bergkammer. 1503 wurden in einem Steuerverzeichnis zehn Porta verzeichnet, 1828 zählte man 53 Häuser und 356 Einwohner, die in Landwirtschaft und als Tagesarbeiter beschäftigt waren. Gegen Ende des 19. Jahrhunderts waren Tuchherstellung und Leinenweberei verbreitet.
Bis 1918 gehörte der im Komitat Barsch liegende Ort zum Königreich Ungarn und kam danach zur Tschechoslowakei beziehungsweise heute Slowakei.

## Bevölkerung
| Jahr                | 1994 | 2004    | 2014    | 2024    |
| ------------------- | ---- | ------- | ------- | ------- |
| Anzahl der Personen | 620  | 653     | 650     | 640     |
| Unterschied         |      | +5,32 % | −0,45 % | −1,53 % |

| Jahr                | 2023 | 2024 |
| ------------------- | ---- | ---- |
| Anzahl der Personen | 640  | 640  |
| Unterschied         |      | +0 % |

Gemäß der Volkszählung 2011 wohnten in Voznica 678 Einwohner, davon 660 Slowaken und ein Tscheche. 17 Einwohner machten keine Angaben. 508 Einwohner bekannten sich zur römisch-katholischen Kirche, sechs Einwohner zur evangelischen Kirche A. B. und ein Einwohner zur orthodoxen Kirche; drei Einwohner waren anderer Konfession. 52 Einwohner waren konfessionslos und bei 108 Einwohnern ist die Konfession nicht ermittelt.
Ergebnisse nach der Volkszählung 2001 (637 Einwohner):
| Nach Ethnie: - 99,69 % Slowaken - 0,16 % Magyaren | Nach Konfession: - 79,12 % römisch-katholisch - 9,42 % keine Angabe - 8,95 % konfessionslos - 0,78 % evangelisch - 0,78 % griechisch-katholisch |

## Bauwerke
- römisch-katholische Kirche im spätklassizistischen Stil aus dem Jahr 1842
- Unweit des Ortes endet der 16,3 km lange und von 1786 bis 1872 entstandene Erbstollen von Joseph II., der längste Stollen im Bergwerkrevier von Schemnitz; das andere Ende befindet sich bei Hodruša-Hámre. Bis heute dient der Stollen zur Entwässerung der Bergwerke.